# Boisemont, Val-d'Oise
Boisemont är en kommun i departementet Val-d'Oise i regionen Île-de-France i norra Frankrike. Kommunen ligger i kantonen L'Hautil som tillhör arrondissementet Pontoise. År 2022 hade Boisemont 883 invånare.

## Befolkningsutveckling
Antalet invånare i kommunen Boisemont
| Referens: INSEE |